# تانیا سقاچیان
تانیا سقاچیان (انگلیسی: Tanya Seghatchian؛ زادهٔ ۱۹۶۸) تهیه‌کننده فیلم و مدیر اجرایی تولید ارمنی‌تبار اهل بریتانیا است.

## زندگی و شغل
سقاچیان تحصیل‌کردهٔ دانشگاه کمبریج است. او، در گذشته، برای بی‌بی‌سی کار می‌کرد.

## گزیده فیلم‌شناسی
او در چهار فیلم نخست مجموعهٔ هری پاتر، به عنوان تهیه‌کننده حضور داشته‌است. از دیگر آثاری که او تهیه کرده‌است می‌توان به فیلم برندهٔ بفتا، تابستان عشقی من اشاره کرد.